# بطباط أزرق
بطباط أزرق (الاسم العلمي:Polygonum glaucum) هي نوع من النباتات يتبع جنس البطباط من فصيلة البطباطية.